# الدوري الألماني الشرقي 1948
الدوري الألماني الشرقي 1948 هو الموسم 1 من الدوري الألماني الشرقي. أقيم خلال الفترة 13 يونيو 1948 وحتى 27 يونيو 1948، وكان عدد الأندية المشاركة فيه 10، وفاز فيه FSV Zwickau ‏.